# Linacephalus foveolatum
Linacephalus foveolatum är en insektsart som beskrevs av Victor Antoine Signoret 1880. Linacephalus foveolatum ingår i släktet Linacephalus och familjen dvärgstritar. Inga underarter finns listade i Catalogue of Life.